# Charles George Broyden
Charles George Broyden (* 3. Februar 1933; † 20. Mai 2011) war ein britischer Physiker und Mathematiker, der sich mit nichtlinearer Mathematischer Optimierung und numerischer linearer Algebra befasste.

## Leben
Broyden erhielt 1955 einen Bachelor-Abschluss als Physiker am King’s College der Universität London und ging dann in die Industrie. Er arbeitete 1961 bis 1965 als Physiker (Programmierer) für die British Electric Company, war 1965 bis 1967 Lecturer am University College of Wales in Aberystwyth, 1967 bis 1970 Senior Lecturer (Professor) an der University of Essex (und Dekan der Mathematik-Fakultät), ohne promoviert zu haben. 1986 ging er vorzeitig in den Ruhestand und war an Forschungsinstituten in den Niederlanden und in Italien, wo er 1990 Professor für Numerische Analysis an der Universität Bologna wurde.
1965 fand er ein Quasi-Newton-Verfahren für nichtlineare Gleichungen, das nach ihm benannt wurde, als er das Davidon-Fletcher-Powell (DFP, 1963) Verfahren auf industrielle Probleme anwandte. 1970 war er einer der Entwickler des BFGS Algorithmus, ebenfalls ein Quasi-Newton-Verfahren. Er ist auch einer der Entwickler des Symmetric Rank 1 Updating Verfahrens (SR 1).
Später befasste er sich mit CG-Verfahren.
2009 stiftete die Zeitschrift Optimization Methods and Software und ihr Verlag Taylor and Francis den Charles Broyden Prize für die beste Veröffentlichung in der Zeitschrift im vergangenen Jahr. Er ist mit 500 Pfund dotiert und wird seit 2010 jährlich verliehen.

## Schriften
- Basic Matrices, Macmillan 1975